# ماريا كانديلاريا (فلم 1944)
ماريا كانديلاريا (بالإسبانية: María Candelaria) فيلم مكسيكي انتج عام 1944 من إخراج اميليو فرنانديز، وبطولة دولوريس ديل ريو و بيدرو أرمنداريز ، وهو أول فيلم المكسيكي يتم عرضه في مهرجان كان السينمائي الدولي، حيث فاز بالجائزة الكبرى (التي تعرف الآن باسم السعفة الذهبية) ليصبح أول فيلم من أمريكا اللاتينية يحصل على الجائزة.

## روابط خارجية
- مقالات تستعمل روابط فنية بلا صلة مع ويكي بيانات